# Alois Schwarz (Chemiker)
Alois Schwarz (* 19. Juni 1854 in Kanitz, Markgrafschaft Mähren; † 14. Januar 1928 in Zuckmantel, Tschechoslowakei) war ein mährischer Lehrer und Chemiker.

## Leben
Alois Schwarz studierte nach dem Besuch des Gymnasiums in Brünn an der Deutschen Technischen Hochschule Brünn Chemie. Hier wurde er 1873 Mitglied des Corps Austria Brünn. 1886 wurde er auch noch Mitglied des Corps Marchia Brünn.
Nach Abschluss des Studiums war er zunächst bis 1879 Vertretungsprofessor für Chemie an der Oberrealschule Brünn. Von 1879 bis 1902 war er ordentlicher Professor an der Landesoberrealschule in Mährisch-Ostrau. Danach leitete er das deutsche Mädchengymnasium in Mährisch-Ostrau, das auf seine Initiative entstanden war und später durch seine Bemühungen den Status eines Reformrealgymnasiums erhielt.
Neben der Lehrertätigkeit beschäftigte sich Schwarz mit der Weiterentwicklung der Zuckerfabrikation, Bierbrauerei und dem industriellen Einsatz von Kältemaschinen. Studien- und Forschungsreisen führten ihn nach Paris, Deutschland, Belgien, England und Dänemark. Mit aus diesen Reisen resultierenden Studien und Fachpublikationen erwarb er sich internationalen Ruf speziell in der Brauereiindustrie und für Kältetechnik. Er wirkte maßgeblich an der Organisation zahlreicher Ausstellungen und Kongresse mit, gründete den Verein für Eis- und Kälteindustrie und war Herausgeber der Zeitschrift des Vereins für Eis- und Kälteindustrie und der Brautechnischen Rundschau. Fast fünf Jahrzehnte wirkte er als Mitarbeiter der Österreichischen Chemikerzeitung.

## Mitwirkung in Gremien
- Mitglied der mährischen Landeskommission für die Weltausstellung 1900 in Paris
- Delegierter der mährischen Landesregierung beim internationalen Feuerwehrkongress
- Juror der internationalen Ausstellung für Feuerschutz- und Rettungswesen in Berlin
- Mitglied des Ausstellungskomitees für die internationale Ausstellung für Spiritusverwertung und Gärungsgewerbe 1904
- Mitglied der Jury der internationalen Hygieneausstellung in Wien 1906
- Mitorganisator der ersten internationalen Kältekongresse in Paris, 1908, Wien, 1910, und Washington-Chicago, 1913

## Auszeichnungen
- Alois Schwarz erhielt den Ehrentitel Schulrat

Zahlreiche wissenschaftliche Gesellschaften im In- und Ausland ernannten ihn zum Ehrenmitglied, so zum Beispiel:
- 1894: Internationalen Assoziation für den Fortschritt der Hygiene
- 1900: Fédération des sapeurs pompiers de la France, Paris
- 1903: Königliches Institut in Lissabon

## Publikationen
- Die Bierbrauerei auf der Pariser Weltausst. 1878, 1879.
- Isomorphismus und Polymorphismus der Mineralien. In: Erster Jahresbericht der Landes-Oberrealschule in Mähr.-Ostrau, 1884.
- Die Verwendung künstlicher Kälte im Brauereibetriebe. 1885.
- Führer durch den Industrie-Bezirk von Mährisch-Ostrau und Umgebung. 1886, 2. Auflage: 1891.
- Die Erzeugung künstlicher Kälte und ihre Anwendung in der Industrie. In: Maehrisches Gewerbeblatt, Heft 9, 1887, S. 6–8.
- Die Chemie auf der Pariser Weltausstellung. 1890.
- Das Deutsche Haus in Mährisch-Ostrau. 1895.
- Der 2. Internationale Kältekongreß in Wien und seine Bedeutung für die Kälteindustrie. 1911.
- Die künstliche Kälte und ihre Verwendung. 1911.
- The application and arrangement of ozone apparatures in coldrooms. In: International Congress of Refrigeration. 2, 1911.
- Die Reform des Frauenstudiums. In: 9. Jahresbericht des öffentlichen Mädchen-Lyzeums in Mährisch-Ostrau, 1911.
- als Redakteur: Festschrift für den 1. internationalen Kongress für Kälteindustrie in Paris, 1908.
- als Redakteur: Festschrift für den dritten internationalen Kältekongress in Washington-Chicago, 1913.